# Rugby na wózkach

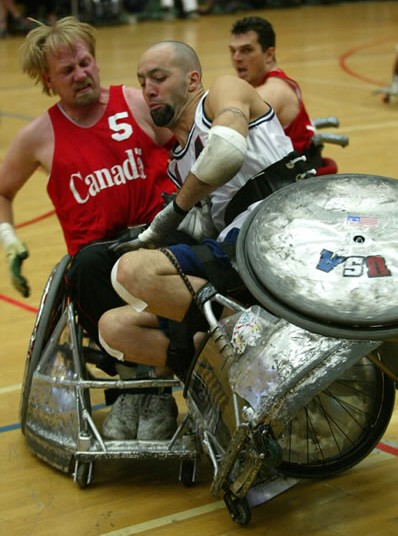
Rugby na wózkach

Rugby na wózkach (ang. wheelchair rugby) – zespołowy sport dla osób niepełnosprawnych, uprawiany w 25 krajach, stanowiący jeden ze sportów paraolimpijskich. Amerykańskie zasady podają, że gracz w rugby na wózkach musi mieć utratę funkcjonalności co najmniej 3 kończyn. Większość sportowców cierpi na uszkodzenie rdzenia kręgowego, ale zdarzają się też gracze z amputowanymi częściami kończyn, czy problemami natury neurologicznej. Każdemu z graczy przypisuje się poziom jego sprawności, wyrażony za pomocą punktów; suma punktów sprawności w drużynie nie może przekroczyć ośmiu.
Sport rozgrywany jest w halach, na twardym drewnianym podłożu, a jego zasady zakładają częsty kontakt fizyczny pomiędzy wózkami. Są one oparte na koszykówce na wózkach, hokeju na lodzie, piłce ręcznej i rugby union.
Zasady rugby na wózkach zostały opracowane w końcu lat 70. XX wieku w Kanadzie. Początkowo dyscyplina była nazywana murderball (mordercza piłka). W końcu lat 80. XX wieku została przyjęta oficjalnie nazwa rugby na wózkach. Zasady ustanowiła International Wheelchair Rugby Federation (IWRF), założona w 1993.

## Historia
Rugby na wózkach jest kombinacją koszykówki na wózkach i hokeja na lodzie. Dyscyplina ta powstała w 1977 roku w Kanadzie Winnipeg, Manitoba dla sportowców z tetraplegią. Ze względu na to, że koszykówka na wózkach wymaga rzutów do kosza, zawodnicy z tetraplegią nie mogli w pełni uczestniczyć w tym sporcie. Rugby na wózkach umożliwia zawodnikom z tetraplegią uczestniczenie w sporcie zarówno na pozycjach ofensywnych jak i defensywnych.
W Stanach Zjednoczonych sport został wprowadzony w 1981 roku. Pierwsze zawody odbyły się w 1982.

## Przebieg gry

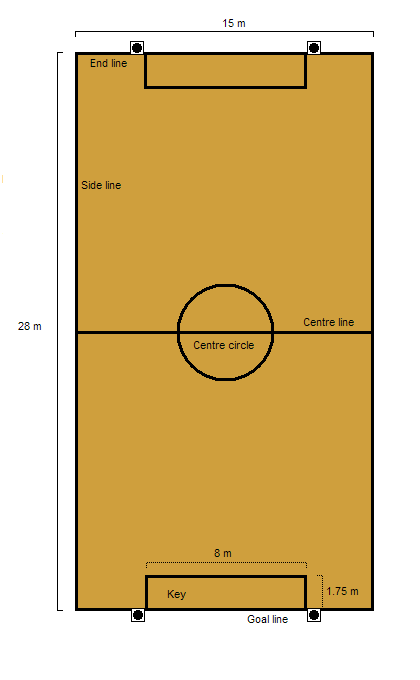
Schemat boiska do rugby na wózkach

W czasie gry rywalizują dwie drużyny rugbistów na wózkach. Wygrywa drużyna, która uzyska ogółem więcej punktów.
Punkt zdobywa się wtedy, kiedy jeden z atakujących graczy, wraz z trzymaną piłką, minie obronę i przejedzie przez bramkę. Piłki nie można trzymać przez czas dłuższy niż dziesięć sekund. Aby móc utrzymać ją w posiadaniu drużyny, trzeba ją albo odbijać, albo podawać innym zawodnikom. Możliwe jest wyrywanie lub wybijanie piłki z rąk przeciwnika. Zabroniony jest całkowicie kontakt fizyczny zawodników, nawet uderzenie w dłoń, zamiast w piłkę to faul. Dozwolone jest blokowanie drogi członkom drużyny przeciwnej.
Nad przestrzeganiem zasad czuwa dwóch sędziów, którzy sygnalizują zdobyte punkty oraz decydują o karze. Potrzebne są im dwa zespoły pomocnicze: liczący punkty w grze oraz liczący punkty karne.

### Boisko
Gra toczy się na boisku o wymiarach 28 metrów na 15 metrów. Na obu przeciwnych stronach boiska są wyznaczone bramki o szerokości 8 metrów.

### Czas gry
Mecz podzielony jest na cztery rundy, po osiem minut, oddzielone przerwami, najdłuższą z nich jest przerwa druga. Przerwy w grze przysługują również drużynom.

### Sprzęt
Zawodnicy używają specjalnych rękawic (np. gumowane, ogrodnicze podgumowane, do baseballa – pałkarza) zapewniających lepszą przyczepność, które dodatkowo bywają zabezpieczane przed zsunięciem specjalną taśmą. Gracze niemający dostatecznie silnego chwytu w dłoniach smarują rękawice specjalnym klejem, który zwiększa przyczepność do kół i pozwala utrzymać piłkę. Konieczny jest także wózek zaprojektowany specjalnie do tego sportu. Jak wiele innych sportowych ma nachylone koła do wewnątrz. Co daje stabilność przy częstej zmianie kierunku. Musi mieć wiele osłon chroniących zawodnika przed zgnieceniem, złamaniem bądź skręceniem kończyn. W tym sporcie normalne jest zderzanie się z wielką siłą.

### Zawodnicy
Podczas gry na boisku przebywa maksymalnie czterech zawodników z jednej drużyny. Każdy grający posiada punkty kwalifikacyjne, które oznaczają stopień niepełnosprawności, od 0,5 do 3,5. Suma punktów, znajdujących się na boisku zawodników, nie może przekraczać ośmiu.

## Rywalizacja międzynarodowa
| Rok  | Wydarzenie                                   | Miasto         | Kraj - gospodarz  | 1. miejsce        | 2. miejsce        | 3. miejsce        |
| ---- | -------------------------------------------- | -------------- | ----------------- | ----------------- | ----------------- | ----------------- |
| 2019 | Mistrzostwa Europy Dywizji A                 | Vejle          | Dania             | Wielka Brytania   | Dania             | Francja           |
| 2018 | Mistrzostwa Świata                           | Sydney         | Australia         | Japonia           | Australia         | Stany Zjednoczone |
| 2017 | Mistrzostwa Europy Dywizji A                 | Koblencja      | Niemcy            | Wielka Brytania   | Szwecja           | Francja           |
| 2016 | XV Letnie Igrzyska Paraolimpijskie           | Rio de Janeiro | Brazylia          | Australia         | Stany Zjednoczone | Japonia           |
| 2015 | Mistrzostwa Europy Dywizji A                 | Nastola        | Finlandia         | Wielka Brytania   | Szwecja           | Dania             |
| 2014 | Mistrzostwa Świata                           | Odense         | Dania             | Australia         | Kanada            | Stany Zjednoczone |
| 2013 | Mistrzostwa Europy Dywizji A                 | Antwerpia      | Belgia            | Szwecja           | Dania             | Wielka Brytania   |
| 2012 | XIV Letnie Igrzyska Paraolimpijskie          | Londyn         | Wielka Brytania   | Australia         | Kanada            | Stany Zjednoczone |
| 2011 | Mistrzostwa Europy Dywizji A                 | Nottwil        | Szwajcaria        | Szwecja           | Wielka Brytania   | Belgia            |
| 2010 | Mistrzostwa Świata                           | Vancouver      | Kanada            | Stany Zjednoczone | Australia         | Japonia           |
| 2009 | Mistrzostwa Obu Ameryk                       | Buenos Aires   | Argentyna         | Stany Zjednoczone | Kanada            | Argentyna         |
| 2009 | Mistrzostwa Azji i Oceanii                   | Christchurch   | Nowa Zelandia     | Australia         | Nowa Zelandia     | Japonia           |
| 2009 | Mistrzostwa Europy Dywizji A                 | Hillerød       | Dania             | Belgia            | Szwecja           | Niemcy            |
| 2008 | XIII Letnie Igrzyska Paraolimpijskie         | Pekin          | Chiny             | Stany Zjednoczone | Australia         | Kanada            |
| 2007 | Mistrzostwa Oceanii                          | Sydney         | Australia         | Australia         | Kanada            | Nowa Zelandia     |
| 2007 | Mistrzostwa Europy Dywizji A                 | Espoo          | Finlandia         | Wielka Brytania   | Niemcy            | Szwecja           |
| 2006 | Mistrzostwa Świata                           | Christchurch   | Nowa Zelandia     | Stany Zjednoczone | Nowa Zelandia     | Kanada            |
| 2005 | Mistrzostwa Europy Dywizji A                 | Middelfart     | Dania             | Wielka Brytania   | Niemcy            | Szwecja           |
| 2005 | Mistrzostwa Oceanii                          | Johannesburg   | Południowa Afryka | Nowa Zelandia     | Australia         | Japonia           |
| 2004 | XII Letnie Igrzyska Paraolimpijskie          | Ateny          | Grecja            | Nowa Zelandia     | Kanada            | Stany Zjednoczone |
| 2002 | Mistrzostwa Świata                           | Göteborg       | Szwecja           | Kanada            | Stany Zjednoczone | Australia         |
| 2000 | XI Letnie Igrzyska Paraolimpijskie           | Sydney         | Australia         | Stany Zjednoczone | Australia         | Nowa Zelandia     |
| 1998 | Mistrzostwa Świata                           | Toronto        | Kanada            | Stany Zjednoczone | Nowa Zelandia     | Kanada            |
| 1996 | X Letnie Igrzyska Paraolimpijskie (pokazowo) | Atlanta        | Stany Zjednoczone | Stany Zjednoczone | Kanada            | Nowa Zelandia     |
| 1995 | Mistrzostwa Świata                           | Nottwil        | Szwajcaria        | Stany Zjednoczone | Kanada            | Nowa Zelandia     |

## Występy Reprezentacji Polski
| Data                    | Impreza                                     | Miasto    | Kraj - gospodarz | Wynik      | Uwagi                                                          |
| ----------------------- | ------------------------------------------- | --------- | ---------------- | ---------- | -------------------------------------------------------------- |
| 07.08.2019 – 11.08.2019 | Mistrzostwa Europy Dywizji A                | Vejle     | Dania            | 8. miejsce | spadek do dywizji B                                            |
| 04.07.2019 – 06.07.2019 | Metro Cup                                   | Warszawa  | Polska           | 6. miejsce |                                                                |
| 05.08.2018 – 10.08.2018 | Mistrzostwa Świata                          | Sydney    | Australia        | 9. miejsce |                                                                |
| 02.04.2018 – 09.04.2018 | Turniej Kwalifikacyjny do Mistrzostw Świata | Nottwil   | Szwajcaria       | 3. miejsce | kwalifikacja do Mistrzostw Świata                              |
| 27.06.2017 – 01.07.2017 | Mistrzostwa Europy Dywizji A                | Koblencja | Niemcy           | 5. miejsce | kwalifikacja do Turnieju Kwalifikacyjnego Do Mistrzostw Świata |
| 02.06.2017 – 03.06.2017 | Metro Cup                                   | Warszawa  | Polska           | 3. miejsce |                                                                |
| 07.04.2017 – 09.04.2017 | Bernd Best                                  | Kolonia   | Niemcy           | 4. miejsce | jako "The Reds"                                                |
| 03.10.2016 – 09.10.2016 | Mistrzostwa Europy Dywizji B                | Nottwil   | Szwajcaria       | 1. miejsce | awans do dywizji A                                             |
| 13.04.2015 – 18.04.2015 | Mistrzostwa Europy Dywizji B                | Praga     | Czechy           | 4. miejsce |                                                                |

## Rugby na wózkach w kulturze
Do Oscara 2005 został nominowany film Murderball – gra o życie (oryg. Murderball), poświęcony zawodnikom amerykańskiej drużyny narodowej w rugby na wózkach. W Polsce film ten dostał nagrodę publiczności na festiwalu Planete Doc Review w 2006 r. Zawodnicy Balian Poznań i Jokers Bydgoszcz wystąpili w teledysku do utworu "Hymn" grupy Luxtorpeda.